# Варезе-Лигуре
Варезе-Лигуре (итал. Varese Ligure) — коммуна в Италии, располагается в регионе Лигурия, в провинции Ла Специя.
Население составляет 2221 человек (2008 г.), плотность населения составляет 16 чел./км². Занимает площадь 136 км². Почтовый индекс — 19028. Телефонный код — 0187.
В коммуне в первое воскресение июля особо празднуется Встреча Пресвятой Богородицы и Елизаветы.

## Демография
Динамика населения:

## Администрация коммуны
- Официальный сайт: http://www.comune.vareseligure.sp.it/